# Ischnochiton dilatosculptus
Ischnochiton dilatosculptus är en blötdjursart som beskrevs av Kaas 1982. Ischnochiton dilatosculptus ingår i släktet Ischnochiton och familjen Ischnochitonidae. Inga underarter finns listade i Catalogue of Life.